# アラン・カーナハン
アラン・カーナハン(Alan Kernaghan: 1967年4月25日 - )は、元アイルランド代表サッカー選手であり、引退後は指導者の道を歩んでいる。
選手として、1985年から2006年まで、主にプレミアリーグのマンチェスター・シティやフットボールリーグのミドルズブラなどで活躍した。選手キャリア後期はスコットランドのセント・ジョンストンなどでプレーした。アイルランド代表としても活躍し、1得点を残している。

## クラブキャリア
ウェスト・ヨークシャー、リーズのオトレー地区で生まれ、4歳の時に北アイルランドのバンガーに引っ越し、北アイルランドの教育を経たあと、アイルランド共和国で勉学に励んだ。選手経歴は、ミドルズブラで始まり、8年間の在籍で212試合に出場し、16ゴールを記録した。
1993年9月、その時のマンチェスター・シティの監督、ブライアン・ハートンの誘いでシティに加入した。彼はその期間、ボルトンやブラッドフォード、セント・ジョンストンにローン移籍に出された。その後、フリー移籍でマンチェスターを離れ、セント・ジョンストンに移籍し、4シーズンを過ごし、60試合5得点を挙げた。
その後、数クラブを渡り歩いた。クライドにいた2003-04シーズンには選手兼監督の立場も経験し、1部リーグでインヴァネスに次ぎ、2位につけ、プレミアリーグへの昇格を果たした。カーナハン自身はクライドでの4シーズンで63試合3ゴールだった。
次に移籍したリヴィングストンではアラン・プレストンの下では選手兼アシスタントコーチとしてプレー、4試合のみながらも出場したが、結果が伴ってないとされ、解雇された。
カーナハンは、フォルカークでも選手兼コーチとしてプレーした。その後、ダンディーでもプレー、引退した。

## 代表キャリア
イングランド生まれで、北アイルランドで育ったカーナハンだったが、当時のアイリッシュ・フットボール・アソシエーション (北アイルランド共和国サッカー協会) のルールにより、どちらの親が北アイルランドで生まれていようがいまいが、北アイルランドの代表にはなれなかった。彼の祖母がアイルランド市民だったため、彼はアイルランド市民権を得ることができ、当時の代表監督、ジャッキー・チャールトンによりアイルランド代表に選ばれることになった。カーナハンは22試合に出場し、1ゴール、1994年ワールドカップにもメンバーとして選ばれている。

## 監督とコーチキャリア
フォルカークを去ったあと、ダンディーと監督兼で契約したが、良い結果は得られなかった。その後、アイルランド代表歴のある者として初めてレンジャーズのコーチとなり、その後、2012年2月にブレントフォードのコーチとなった。2015年11月にグレントランFCの監督に任命され、2016年8月まで務めた。